# The Wicked Force of Evil
The Wicked Force of Evil är en tysk film av regissören Axel Sand från 2001. Det är komediduon Erkan & Stefans andra film.

## Handling
Filmen handlar om kampen mellan Kartan, en ond trollkarl, och kämpen Tana, som beskriver sig själv som "det godas väktare". Erkan och Stefan kommer in i konflikten mellan de två och kan rädda världen från det onda med deras slapstick.

## Rollista
| Roll                       | Skådespelare       |
| -------------------------- | ------------------ |
| Erkan / Erkanelli          | John Friedmann     |
| Stefan Lust Stevie Lusk    | Florian Simbeck    |
| Tana                       | Bettina Zimmermann |
| Kartan                     | Leon Boden         |
| Dravolda                   | Ralph Herforth     |
| Pamela                     | Simone Dericks     |
| Trixi                      | Julia Thurnau      |
| Frau Schmächtig Miss Camby | Corinna Harfouch   |
| Cem                        | Rick Kavanian      |
| Frau Lust Mrs Lusk         | Monika Manz        |
| Horst / Harry              | Peter Rappenglück  |
| Berger                     | Ricardo Eche       |

## DVD-utgåvor
Filmen släpptes i Sverige på dvd, med engelsk dubbning och svensk text.